# Lee Horsley
Lee Arthur Horsley (* 15. Mai 1955 in Muleshoe, Texas) ist ein US-amerikanischer Schauspieler.

## Leben
Lee Horsley begann seine schauspielerische Karriere in Musicals (Oklahoma!, West Side Story), mit denen er Ende der 1970er-Jahre auf Tournee ging. Darüber fand er zum Film, vorzugsweise allerdings in Fernsehproduktionen. Seinen filmischen Einstand beging er 1981 mit der kurzlebigen Fernsehserie Nero Wolfe, in der er Nero Wolfes Assistenten Archie Goodwin spielte. 1982 spielte er die Rolle des Talon im Fantasyfilm Talon im Kampf gegen das Imperium und erhielt dafür eine Nominierung für den Saturn Award als Bester Hauptdarsteller. Im Anschluss folgte die Hauptrolle des Matt Houston in der gleichnamigen Detektivserie, den er drei Jahre lang verkörperte.
Im Anschluss verkörperte er 1985 eine Rolle in der Agatha-Christie-Verfilmung Mord à la Carte mit Peter Ustinov und war 1986 in der auch in Deutschland sehr erfolgreiche Miniserie Fackeln im Sturm zu sehen, in der er in der zweiten Staffel den Südstaaten-Gentleman Rafe Beaudeen mimte. Zwischen 1988 und 1991 verkörperte er den Revolverheld und Familienvater Ethan Allen Cord in der Western-Familienserie Paradise – Ein Mann, ein Colt, vier Kinder. In den Jahren 1992/93 folgte eine weitere Fernseh-Hauptrolle in der Krimiserie Mord ohne Spuren. 
Seine sonstigen Produktionen feierten teilweise zwar erhebliche Erfolge, dieser war aber häufig regional beschränkt, so z. B. bei Snowy River, die 1995 in Australien, wo sie spielte, sehr beliebt war. Zudem spielte Horsley mehrfach Theater und las als Sprecher einige Audiobücher ein, darunter Larry McMurtrys Weg in die Wildnis. Seit den 2000er-Jahren steht Horsley seltener vor der Kamera, wirkte aber auch in Nebenrollen an zwei Filmen von Quentin Tarantino mit: als Sheriff Gus in Django Unchained (2012) und als Kutscher in The Hateful Eight (2015).
Neben seiner Tätigkeit als Schauspieler ist über den 1,91 Meter großen Schauspieler noch bekannt, dass er ein sehr versierter Reiter sein soll und angeblich auch in amerikanischen Rodeo-Shows auftritt. Er hat zwei Kinder, Tochter Amber (* 1981) und Sohn Logan (* 1983).

## Filmografie (Auswahl)
- 1981: Nero Wolfe (Fernsehserie, 14 Folgen)
- 1982: Talon im Kampf gegen das Imperium (The Sword and the Sorcerer)
- 1982: Die wilden Weiber von Sweetwater (The Wild Women of Chastity Gulch, Fernsehfilm)
- 1982–1985: Matt Houston (Fernsehserie, 67 Folgen)
- 1983: Love Boat (The Love Boat, Fernsehserie, 2 Folgen)
- 1985: Traum des Schreckens (When Dreams Come True, Fernsehfilm)
- 1985: Mord à la Carte (Thirteen at Dinner, Fernsehfilm)
- 1986: Im Feuer der Gefühle (Crossings, Miniserie)
- 1986: Fackeln im Sturm II (North and South, Book II, Miniserie)
- 1988–1991: Paradise – Ein Mann, ein Colt, vier Kinder (Paradise, Fernsehserie, 56 Folgen)
- 1990: Gipfel des Terrors (The Face of Fear, Fernsehfilm)
- 1991: Danielle Steel – Palomino (Danielle Steel’s ’Palomino’, Fernsehfilm)
- 1992–1993: Mord ohne Spuren (Bodies of Evidence, Fernsehserie, 16 Folgen)
- 1994: Blut auf schwarzer Seide (French Silk, Fernsehfilm)
- 1994: Tödliche Recherche (The Corpse Had a Familiar Face, Fernsehfilm)
- 1994–1995: Lederstrumpf (Hawkeye, Fernsehserie, 22 Folgen)
- 1995: Snowy River (Snowy River: The McGregor Saga, Fernsehserie, 3 Folgen)
- 1996: Eine fast gelungene Affäre (The Care and Handling of Roses, Fernsehfilm)
- 1998: Wind on Water (Fernsehserie, 4 Folgen)
- 2001: Ein Hauch von Himmel (Touched by an Angel, Fernsehserie, Folge 7x17)
- 2010: The Sword and the Sorcerer 2
- 2012: Django Unchained
- 2015: The Hateful Eight